# Desarrollo web

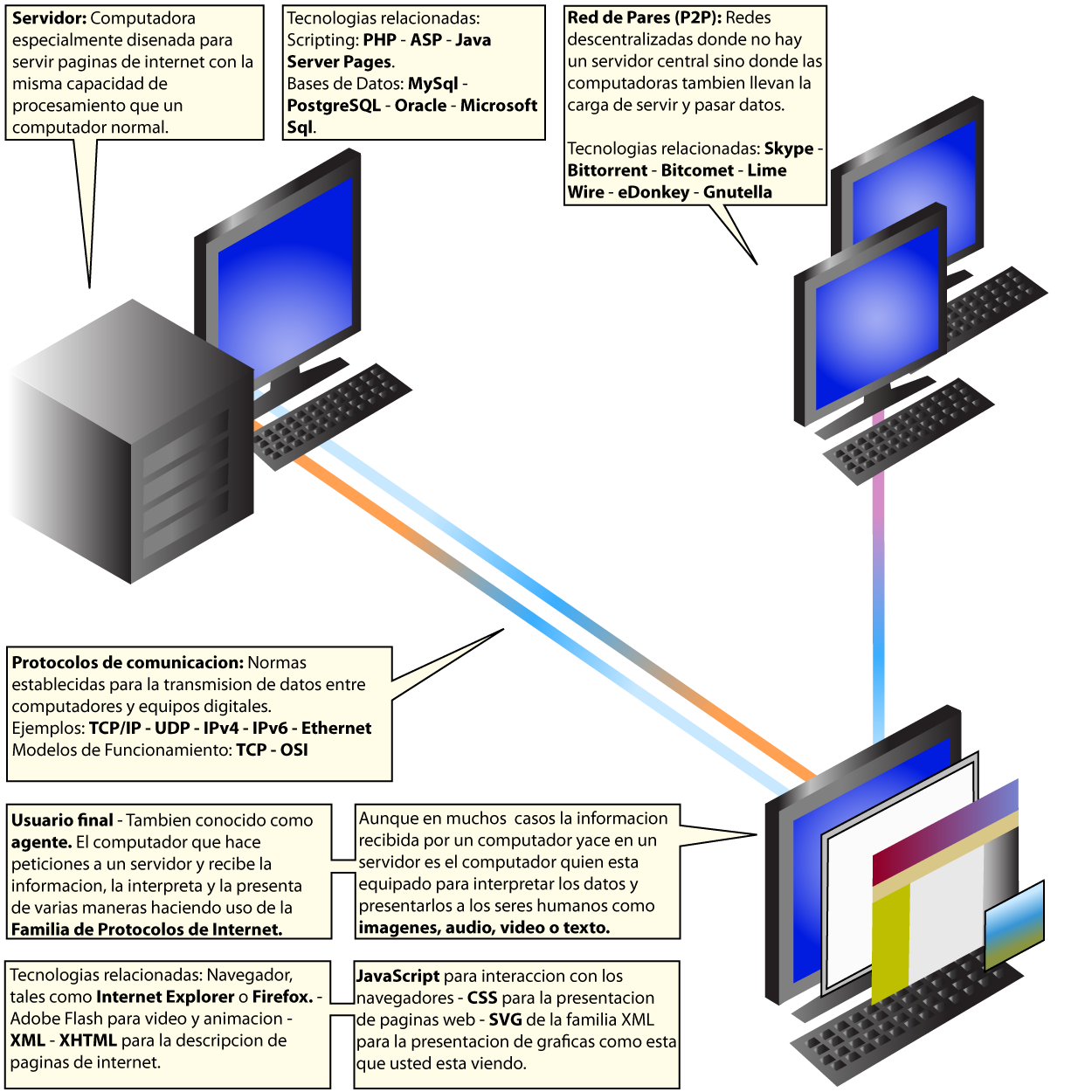
Esquema con las tecnologías relacionadas al desarrollo de Web.

El desarrollo web es un proceso complejo que implica la creación de productos digitales en línea. También es un término que define la creación de sitios web para Internet o una intranet. Para conseguirlo se hace uso de tecnologías de software del lado del servidor y del cliente que involucran una combinación de procesos de base de datos con el uso de un navegador web a fin de realizar determinadas tareas o mostrar información.
Tradicionalmente un software departamental o incluso un ambicioso proyecto corporativo de gran envergadura es desarrollado en forma stand alone, es decir, usando lenguajes ya sea compilados(C, C++, Delphi), semicompilados(.NET, Mono, Java), o interpretados (Python, PHP) para crear tanto la funcionalidad como toda la interfaz de los usuarios, pero cabe perfectamente un desarrollo orientado a web para dichos propósitos, siendo más homogéneo y multiplataforma, y dependiendo de las tecnologías utilizadas, más rápido y robusto tanto para diseñar, implementar y probar, como para su uso una vez terminado.
Funcionalmente, el desarrollador web, que es quien realiza esta labor, normalmente sólo se preocupa por el funcionamiento del software, es tarea del diseñador web preocuparse del aspecto final(layout) de la página y del webmaster el integrar ambas partes. En ocasiones el webmaster también se encarga de actualizar los contenidos de la página.
Los lenguajes de programación más usados en desarrollo web son principalmente (por orden alfabético):
ASP.NET, PHP y JSP, aunque aún hay quienes usan ASP, Macromedia ColdFusion y Perl. También hay un proyecto para usar Pascal en web a través del lenguaje Pascal Server Pages - PSP pero aún no se han concretado desarrollos, hasta donde se conoce.
El sistema de gestión de base de datos más popular en desarrollo web es MySQL, seguida por Oracle, SQL Server y PostgreSQL, también puede usarse perfectamente Firebird o HSQL.
Idealmente un desarrollador web debería conocer, además de al menos un lenguaje de programación y el manejo de HTML.

## Etapas del desarrollo web
- Etapa 1: Investigación y análisis sobre el negocio desarrollo de un sitio web
- Etapa 2: Creación de diseño y estructura desarrollo web
- Etapa 3: Desarrollo e implementación
- Etapa 4: Prueba, entrega y lanzamiento

### Etapa 1
En esta primera etapa se deberá empezar a recopilar la mayor cantidad de información posible para conocer todos los factores y funcionalidades que se desean en el desarrollo web y los que no dentro del sitio web para realizar un balance inicial de por dónde se debe comenzar.

### Etapa 2
Ya con una investigación definida el diseñador web llevará a cabo la creación de un mapa de sitio, donde se verá una representación completa o resumida de la web y se conocerá el recorrido que los usuarios podrían tener dentro de esta. En esta etapa se realizará un Wireframe para representar de manera sencilla la estructura que tendrá nuestra página web. Al igual que un prototipo ya con elementos gráficos definidos como los son la paleta de colores, la tipografía, espacios etc.. con el fin de visualizar la interfaz final del sitio y saber si es acto o si hay elementos que se pueden mejorar, y pasar a la etapa de desarrollo en un dominio de prueba.

### Etapa 3
Al momento de contar con la aprobación del diseño se podrá iniciar con la creación el sitio web donde el desarrollador web tomará los elementos gráficos realizados con el fin de producir un sitio funcional. Para esto, el primer paso que se deberá hacer es la instalación de un dominio de prueba donde podrá estructurar el diseño de la página web. En el que se implementarán todas las especificaciones obtenidas en la etapa 2.

### Etapa 4
La última etapa del desarrollo de nuestro sitio web en donde el webmaster podrá ponerla a prueba. Aquí es necesario verificar si el funcionamiento es correcto, que se adapte a los diferentes dispositivos, si el proceso de contacto se está llevando a cabo de manera exitosa por medio del formulario y de más funcionalidades para el lanzamiento del sitio web.

## Elementos claves en el desarrollo web
1. Diseño UI/UX (User Interface y User Experience): El diseño es un componente crucial que define cómo los usuarios interactúan con el sitio web. Un diseño de interfaz de usuario intuitivo y una experiencia de usuario optimizada garantizan que los visitantes puedan navegar fácilmente, mejorando las tasas de conversión. 
2. Desarrollo Front-End: El front-end se refiere a todo lo que el usuario ve e interactúa en un sitio web. Esto incluye la estructura HTML, los estilos CSS, y las interacciones dinámicas proporcionadas por JavaScript y sus frameworks como React, AngularJS o Vue.js.
3. Desarrollo Back-End: El back-end es el cerebro detrás del sitio web, que maneja las bases de datos, la autenticación de usuarios, y las interacciones con el servidor. Los lenguajes comunes en el desarrollo back-end incluyen Node.js, Ruby on Rails, Python (Django, Flask), y PHP. 
- Integración de API: En muchos desarrollos modernos, la integración de APIs externas permite ampliar la funcionalidad de la web con sistemas de terceros como servicios de pago, redes sociales y herramientas analíticas.

4. Gestión de bases de datos: Los sistemas de bases de datos como MySQL, MongoDB o PostgreSQL son esenciales para gestionar y almacenar la información que fluye a través del sitio web. La estructuración adecuada de datos y su acceso eficiente son esenciales para un sitio web integral.
5. Optimización SEO y SEM: Un componente clave del desarrollo web integral es el Posicionamiento en buscadores (SEO), que incluye tanto la optimización del contenido como la velocidad y el rendimiento del sitio. También se puede integrar con estrategias de marketing de motores de búsqueda (SEM) para generar tráfico y aumentar la visibilidad online.
6. Accesibilidad web: Con el crecimiento de las normativas sobre accesibilidad web, es importante que un desarrollo web integral garantice que todos los usuarios, independientemente de sus habilidades, puedan acceder y navegar por el sitio. Esto implica seguir pautas como las WCAG (Web Content Accessibility Guidelines).
7. Seguridad y privacidad: En un entorno web moderno, los desarrolladores deben implementar medidas de seguridad que protejan los datos sensibles de los usuarios, tales como cifrado SSL, autenticación multifactor y políticas de privacidad robustas para cumplir con regulaciones como el GDPR y el CCPA.
8. Desarrollo móvil y responsivo: Con la proliferación de dispositivos móviles, un desarrollo web integral debe asegurar que el sitio funcione correctamente en todos los tamaños de pantalla y dispositivos. Las técnicas de diseño responsivo y el uso de frameworks como Bootstrap facilitan este proceso.

## Automatización y herramientas actuales
1. Automatización en el desarrollo: Herramientas como Webpack, Gulp, y Grunt permiten automatizar tareas como la minificación de archivos, la compilación de CSS/JavaScript, y la optimización de imágenes.
2. Plataformas y CMS: Los Sistemas de Gestión de Contenidos (CMS) como WordPress, Joomla, y Drupal siguen siendo populares, pero los headless CMS han ganado tracción por su flexibilidad y capacidad de escalar.
3. Versionamiento y control de proyectos: Git y GitHub/GitLab se han convertido en estándares en el control de versiones, permitiendo que equipos colaboren eficazmente y gestionen cambios en el código con facilidad.
4. Frameworks y bibliotecas modernas: El uso de frameworks modernos para el desarrollo tanto del front-end (React, Angular, Vue.js) como del back-end (Node.js, Django, Flask) se ha popularizado, ya que permiten construir sitios web más escalables, rápidos y eficientes.

## Tendencias actuales y futuras en el desarrollo web integral
1. Aplicación web progresiva (PWA): Las Progressive Web Apps son una tendencia creciente en el desarrollo web, combinando las mejores características de las aplicaciones móviles y los sitios web tradicionales. Permiten un rendimiento rápido, incluso en condiciones de red limitadas.
2. Inteligencia artificial y Aprendizaje automático: La IA está comenzando a integrarse en el desarrollo web integral, ya sea para ofrecer recomendaciones personalizadas, chatbots, o análisis predictivos de datos de usuarios.
3. Desarrollo sin código (No-code): Plataformas como Webflow y Bubble permiten a usuarios sin experiencia en desarrollo crear sitios web funcionales y escalables sin necesidad de codificación tradicional.
4. Web 3.0 y blockchain: Aunque aún en sus primeras etapas, el concepto de la Web 3.0, donde los usuarios controlan sus datos a través de tecnologías descentralizadas como la cadena de bloques, está comenzando a influir en las expectativas sobre el desarrollo web integral.